# Hallingdal
Hallingdal est une vallée en Norvège et un district électoral du comté de Buskerud et c'est aussi un des districts historiques (landskaper) du pays..

## Géographie
Située  à distance égale d'Oslo et de Bergen, la vallée regroupe les communes de Hol, Ål, Nesbyen, Flå, Gol et Hemsedal.
Avec une superficie de 5 830 kilomètres carrés, Hallingdal est l'une des principales vallées de l'est de la Norvège. 
Hallingdal se trouve dans la partie nord du comté de Buskerud. 
La vallée s'étend de Gulsvik au bord du lac Krøderen jusqu'à la frontière avec le comté de Hordaland et le comté de Sogn og Fjordane. 
Au centre géographique se trouve une zone montagneuse culminant entre 700 et 1 100 mètres d'altitude. 
La vallée est en forme de V et elle est parcourue par la rivière Hallingdalselva (en) qui prend sa source dans les parties occidentales du plateau d'Hardangervidda et coule plus loin vers l'est vers le sud à travers l'Hallingdal.
La vallée est traversée par la route nationale 7 et par la route nationale 52.

## Galerie

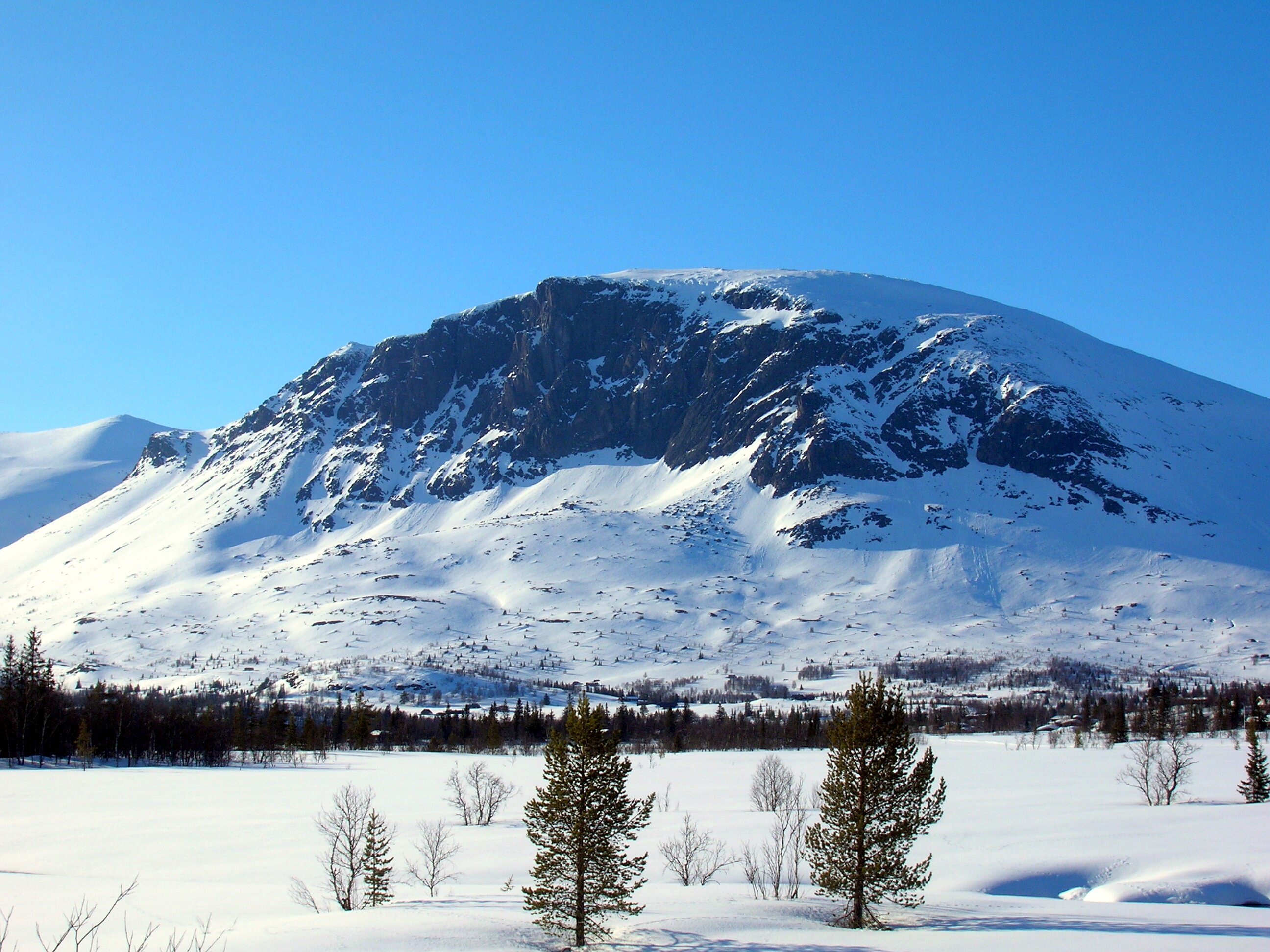
Le Skogshorn.
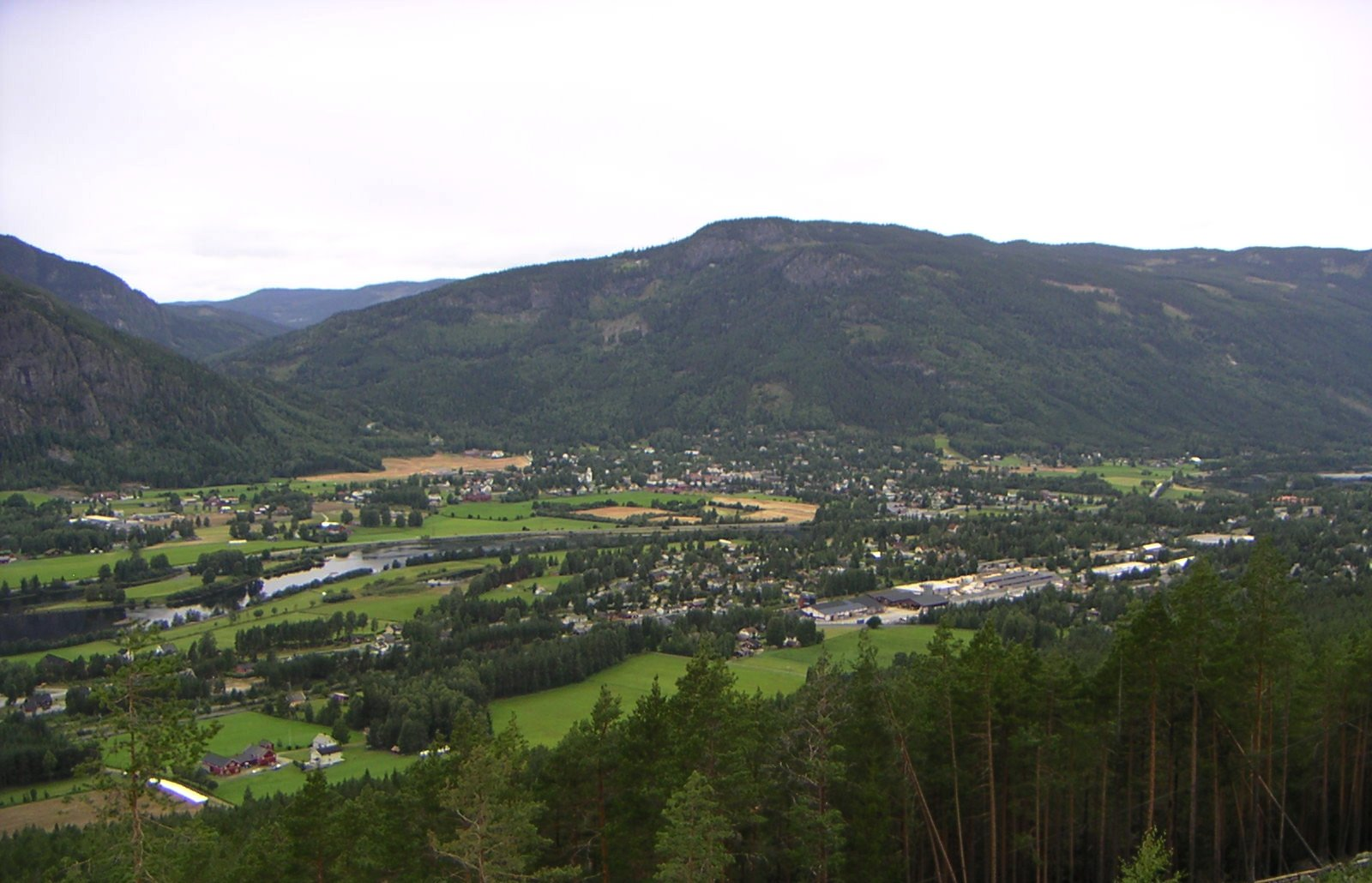
La commune de Nes dans la vallée.
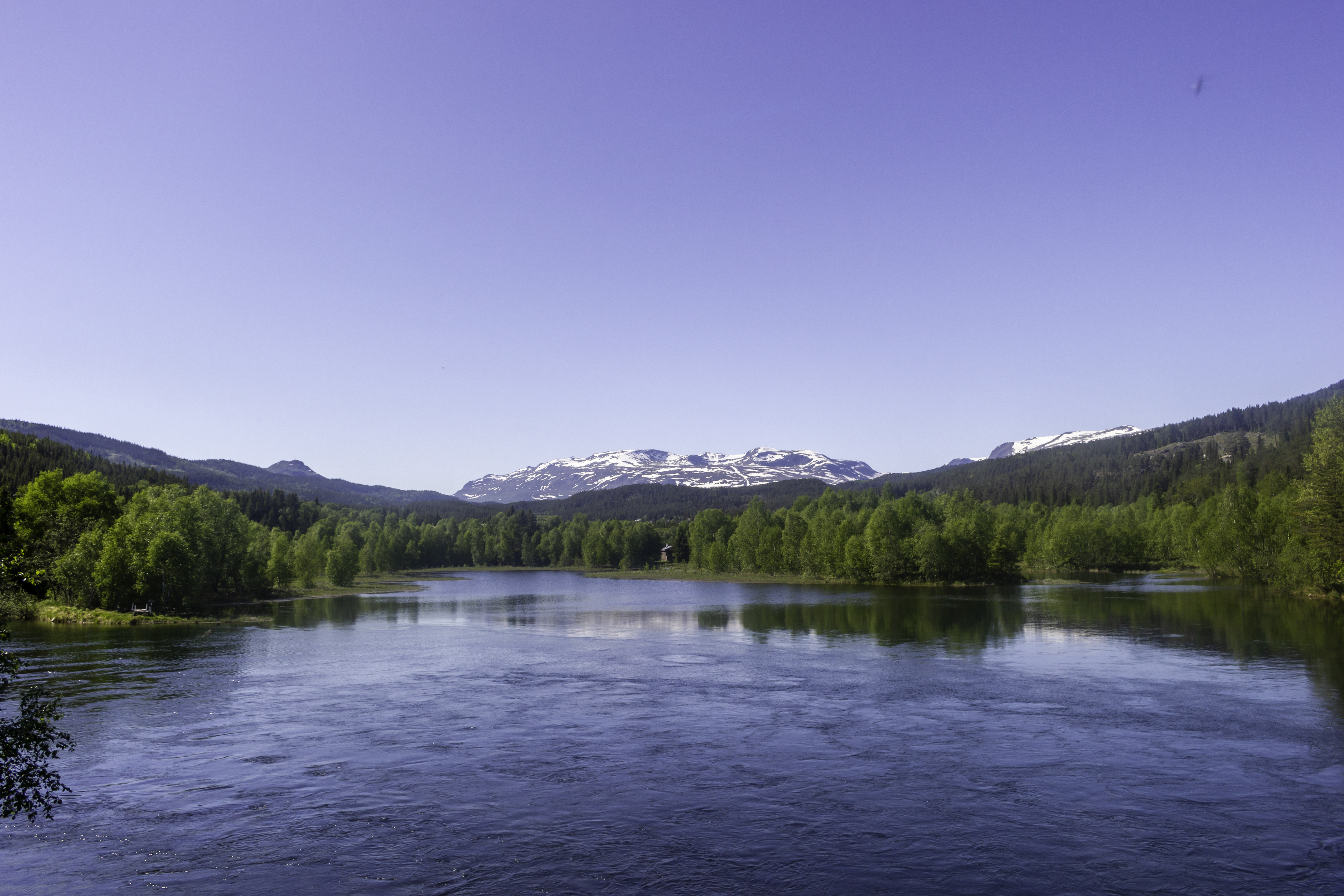
Hallingdalselva.